# James Morrison (piłkarz)
James Clark Morrison (ur. 25 maja 1986 w Darlington) – szkocki piłkarz urodzony w Anglii występujący na pozycji pomocnika w West Bromwich Albion i reprezentacji Szkocji.

## Kariera klubowa
Swoją piłkarską karierę rozpoczynał w roku 1998 w zespole Middlesbrough. Początkowo występował w zespołach juniorskich. W roku 2003 wystąpił w przegranym finale Młodzieżowego Pucharu Anglii z Manchesterem United. W roku 2003 został włączony do pierwszego składu Zadebiutował tam 3 stycznia 2004 roku w wygranym 2:0 meczu Pucharu Anglii z Notts County. W Premier League pierwszy raz wystąpił natomiast 15 maja w meczu z Portsmouth. Były to jego jedyne występy w tym sezonie. Poza tym Morrison zdobył Młodzieżowy Puchar Anglii, występując w wygranym finale z Aston Villą. Rok później zagrał już w 14 meczach Premier League, zadebiutował w Pucharze UEFA oraz strzelił pierwszą bramkę dla klubu. W sezonie 2005/2006 był już podstawowym zawodnikiem swojego zespołu. Dotarł wraz z nim do finału Pucharu UEFA, w którym Middlesbrough przegrało z Sevillą. Morrison zagrał w nim od pierwszej minuty. W zespole Middlesbrough występował jeszcze przez rok, po czym przeszedł do występującego w League Championship. West Bromwich Albion.
W nowym klubie zadebiutował 11 sierpnia w ligowym spotkaniu z Burnley. Pierwszą bramkę zdobył natomiast 23 października w meczu z Blackpool. Pierwszy sezon w WBA zakończył z 35 ligowymi występami i wraz ze swoim zespołem awansował do Premier League. W sezonie 2008/2009 West Bromwich spadło jednak z ligi po zajęciu w niej ostatniego miejsca.

## Kariera reprezentacyjna
Morrison występował w reprezentacjach juniorskich Anglii. Wybrał jednak grę dla Szkocji, ponieważ jego dziadkowie pochodzą stamtąd. Zadebiutował w niej w maju 2008 roku w przegranym 3:1 spotkaniu z Czechami. W barwach narodowych Morrison wystąpił dotychczas trzydzieści pięć razy.